# ریان الموسی
ریان الموسی (انگلیسی: Ryan Al-Mousa؛ زادهٔ ۲۴ ژوئیهٔ ۱۹۹۴) یک ورزشکار اهل عربستان سعودی است.
از باشگاه‌هایی که در آن بازی کرده‌است می‌توان به باشگاه فوتبال الاهلی عربستان سعودی اشاره کرد.